# Maximiliaan Jacob de Man (1765-1838)
Maximiliaan Jacob de Man (Nijmegen, 26 juni 1765 – Grave, 17 juni 1838) was een Nederlands luitenant-generaal der Genie, opperbevelhebber van de vesting Grave, directeur van het Archief van Oorlog en Topografisch Bureau, commandeur in de Orde van de Nederlandse Leeuw, officier in de Militaire Willems-Orde, commandeur in de Guelphen-Orde van Hannover, ridder in de Orde van de Rode Adelaar van Pruisen tweede klasse en lid van verschillende wetenschappelijke genootschappen.

## Opleiding
De Man werd op 22 mei 1782, na een studie, bevorderd tot extraordinair ingenieur bij het corps der genie en voor de velddienst bestemd. Hij werd in 1787 aan het legerkorps van Z.D.H. de Prins van Oranje-Nassau te Zeist gedetacheerd en ontving op 24 april 1789 zijn aanstelling tot extraordinair ingenieur.

## Loopbaan
De Man nam in 1793, onder de bevelen van de Erfprins van Oranje-Nassau, deel aan de bloedige gevechten bij Wervik, Linselles, Menen en Maubeuge, waar hij door verkenningen en het aanleggen van verdedigingsmiddelen belangrijke diensten bewees. Op 17 maart 1794 werd hij benoemd tot kapitein der genie en kreeg hij de taak het in verdediging stellen van de vesting Grave opgedragen. Als chef en eerste adjudant van generaal-majoor Andreas de Bons had De Man een belangrijk aandeel in de roemrijke verdediging van de vesting tegen de Fransen; bij een uitval werd hij, door het springen van een projectiel, in zijn rechterarm gewond. Na de Franse Revolutie nam hij zijn ontslag, wat hem de 12de maart 1795 eervol gegeven werd. Sinds die tijd tot het jaar 1807 was De Man aanhoudend lid van belangrijke commissies tot het doen van triangulaties, metingen en karteringen in verschillende districten, zoals het rijk van Nijmegen, het Land van Maas en Waal, de Bommelerwaard en het grootste gedeelte van de Veluwe. Op 1 maart 1807 trad hij weer in werkelijke dienst en werd als luitenant-kolonel adjunct bij de Generale Staf benoemd; op 20 december 1807 ontving hij zijn aanstelling als sous-directeur van het depôt-generaal van oorlog en chef van de geografische ingenieurs. De 13de juni 1809 werd De Man tot directeur-generaal van het depôt van oorlog benoemd; hij was dat jaar met het ontwerp van een telegrafische linie belast geweest en had de campagne van Zeeland in de hoedanigheid van commandant van het fort Bath (tot 31 december 1810) bijgewoond.
In Franse dienst werd De Man op 1 januari 1811 overgeplaatst als chef d'escadron bij de generale staf van de eerste militaire divisie en geattacheerd aan het depôt-generaal van oorlog te Parijs. Op 19 april 1812 werd hij bevorderd tot adjudant-commandant, op 24 juni tot chef d'état major van de 5de militaire divisie (hoofdkwartier in Straatsburg) en nam, na de blokkade van deze vesting te hebben bijgewoond, zijn ontslag, dat door de Franse regering werd aangenomen. Door de soevereine vorst werd De Man op 11 juni 1814 bevorderd tot kolonel bij het corps der genie en benoemd tot directeur van het Archief van Oorlog en Topografisch Bureau. Op 24 mei 1815 werd hij benoemd tot lid der commissie voor het opstellen der reglementen van administratie en discipline der Militaire Willems-Orde en op 8 juli 1815 verkreeg hij het ridderkruis van deze orde derde klasse, voor eerdere trouwe diensten bewezen. Op 28 juni 1815 werd De Man benoemd tot eerste commissaris ter regeling van de limieten tussen de Nederlanden en Pruisen en kort daarop, 6 juli 1815, werd hij aangesteld als commissaris om de kaarten, plannen en archieven van verschillende ministeries uit Parijs te reclameren en naar Nederland over te brengen. Als beloning, voor al zijn diensten bewezen, werd De Man, op 24 november 1816, benoemd tot generaal-majoor titulair en werd hij verheven tot commandeur in de Orde van de Nederlandse Leeuw, terwijl de Koning van Pruisen hem bij besluit van 17 januari 1818 de Orde van de Rode Adelaar tweede klasse zond.
Bij besluit van 31 mei 1819 werd De Man benoemd tot lid van een speciale commissie voor het ontwerp van een geregeld plan van studie voor de Artillerie- en Genieschool te Delft en spoedig daarop, 12 juni 1819, benoemd als eerste commissaris voor het regelen der grenzen tussen de Nederlanden en Hannover. Bij Koninklijk Besluit van 14 november 1820 werd De Man toegevoegd aan een commissie van verschillende departementen om een plan te ontwerpen ter invoering van een stelsel voor een topografische kaart van het Koninkrijk; bij besluit van 19 maart 1821 werd hij benoemd tot president der commissie voor het ontwerp van eerder genoemde kaart. Nadat De Man deze taak volbracht had verkreeg hij van de Koning van Hannover het commandeurskruis van de Guelphen-Orde. Sindsdien was hij steeds werkzaam als directeur van het Archief van Oorlog en Topografisch Bureau en werd onder zijn leiding onder meer een chorografische kaart van de noordelijke provincies van het Rijk, in 9 bladen, uitgevoerd. De Koninklijke Academie van Beeldende Kunsten te Amsterdam zond De Man haar diploma (1822) en op 28 juni 1825 ontving hij van het Provinciaal Utrechts Genootschap van Kunsten en Wetenschappen het lidmaatschap. Bij Koninklijk Besluit van 17 juni 1825 werd hij effectief bevorderd tot generaal-majoor en benoemde de Koning hem tot Opperbevelhebber van Grave (3 oktober 1830). De Man nam actief deel aan de krijgsverrichtingen in 1830 en 1831 en was dus gerechtigd tot het dragen van het Metalen Kruis. Op 13 januari 1834 werd hij benoemd tot luitenant-generaal, maar al vier jaar daarna overleed hij aan een spoedig verval van krachten. Zijn stoffelijk overschot werd begraven op het kerkhof buiten de vesting.
- Bibliothèque nationale de France: cb15238423h (data)
- Biografisch Portaal: 34311298
- Digitale Bibliotheek voor de Nederlandse Letteren: man_032
- International Standard Name Identifier: 0000 0000 0477 3001
- Nederlandse Thesaurus van Auteursnamen: 071064540
- RKD-Nederlands Instituut voor Kunstgeschiedenis: 255570
- Virtual International Authority File: 19980784
- WorldCat: E39PBJvXfHHv3hbvXpfVFmc3wC